# Étrépilly (Seine-et-Marne)
Pour les articles homonymes, voir Étrépilly.
Étrépilly [etʁepiji]  est une commune française située dans le département de Seine-et-Marne en région d'Île-de-France.

## Géographie

### Localisation

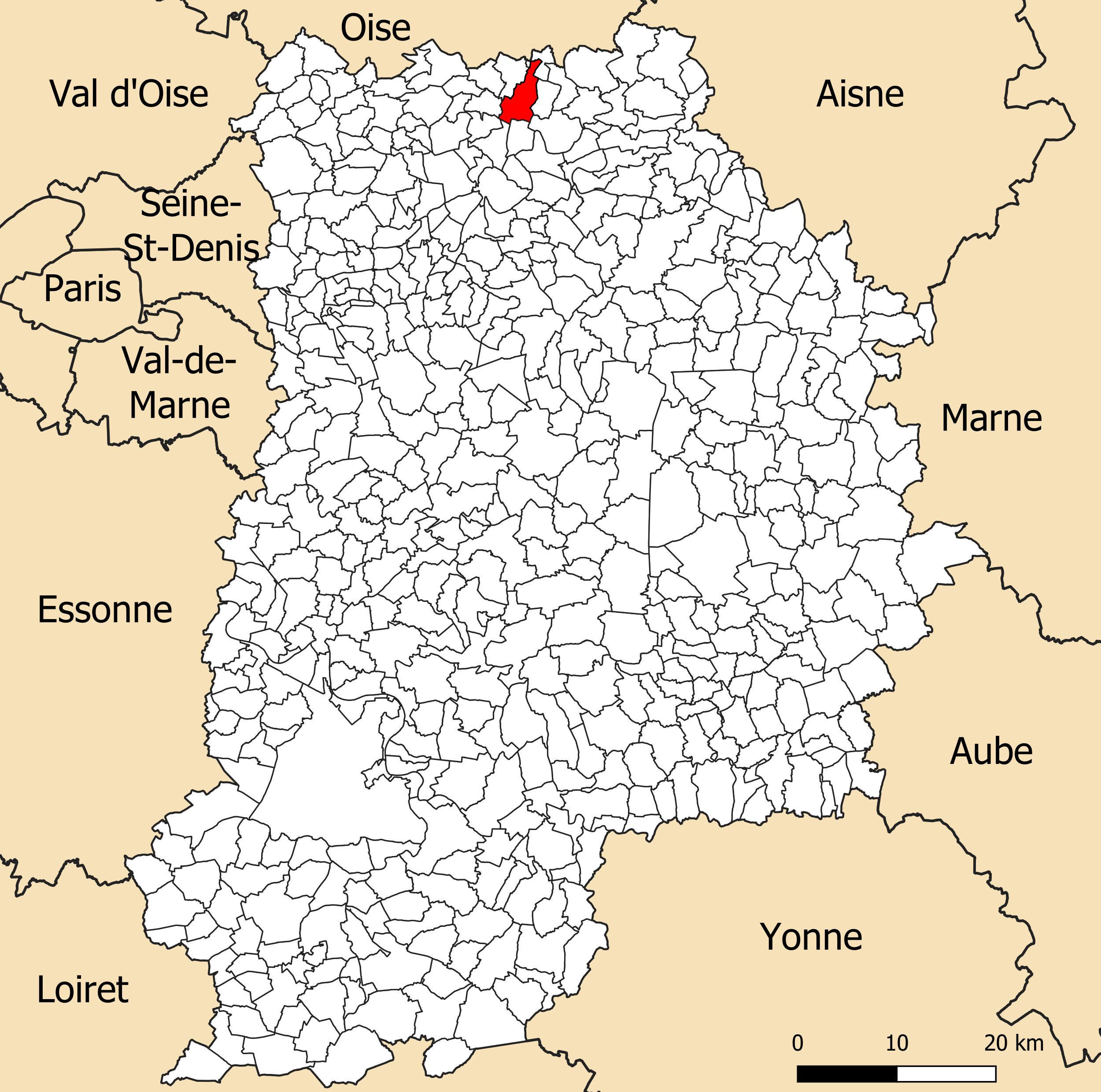
Localisation de la commune de Étrépilly dans le département de Seine-et-Marne.

La commune est située à 11 km au nord de Meaux.

### Communes limitrophes
Les communes limitrophes sont Puisieux, Trocy-en-Multien, Varreddes, Vincy-Manœuvre, Barcy, Chambry, Congis-sur-Thérouanne et Marcilly.
| Puisieux | Vincy-Manœuvre    |                       |
| Marcilly | Étrépilly         | Trocy-en-Multien      |
| Barcy    | Chambry Varreddes | Congis-sur-Thérouanne |

### Hydrographie

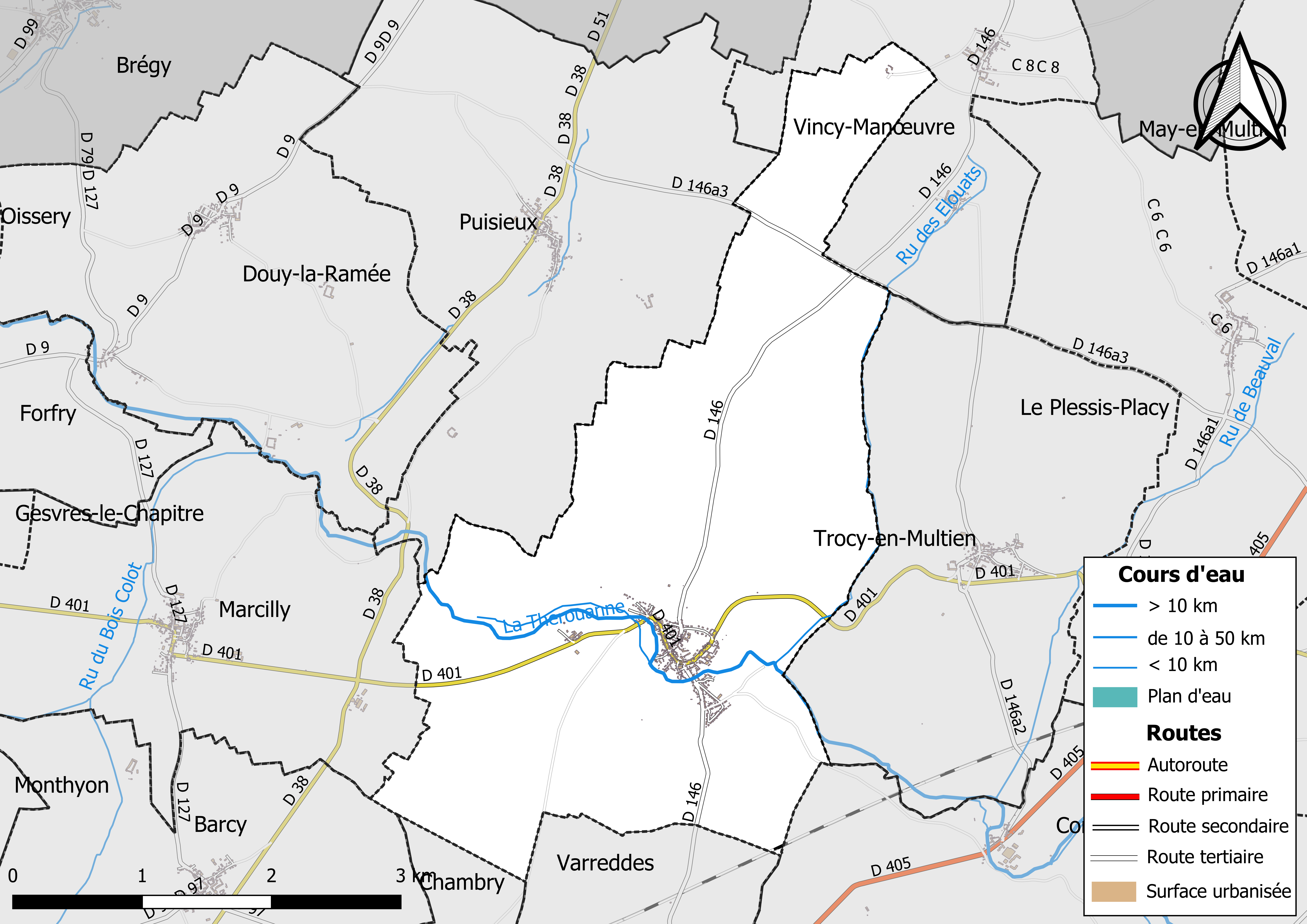
Carte des réseaux hydrographique et routier d'Étrépilly.

Le réseau hydrographique de la commune se compose de quatre cours d'eau référencés :
- la rivière Thérouanne, longue de 23,31 km[1], ainsi que :.
  - un bras de 0,43 km[2] ;
  - un bras de 1,26 km[3] ;
  - le ru des Élouats[Note 1], 4,92 km[4], qui conflue avec la Thérouanne.

La longueur totale des cours d'eau sur la commune est de 8,33 km.

### Milieux naturels et biodiversité
Aucun espace naturel présentant un intérêt patrimonial n'est recensé sur la commune dans l'inventaire national du patrimoine naturel,,.

### Climat
Pour des articles plus généraux, voir Climat de l'Île-de-France et Climat de Seine-et-Marne.
En 2010, le climat de la commune est de type climat océanique dégradé des plaines du Centre et du Nord, selon une étude du CNRS s'appuyant sur une série de données couvrant la période 1971-2000. En 2020, Météo-France publie une typologie des climats de la France métropolitaine dans laquelle la commune est exposée à un climat océanique altéré et est dans la région climatique Nord-est du bassin Parisien, caractérisée par un ensoleillement médiocre, une pluviométrie moyenne régulièrement répartie au cours de l’année et un hiver froid (3 °C).
Pour la période 1971-2000, la température annuelle moyenne est de 10,9 °C, avec une amplitude thermique annuelle de 15,2 °C. Le cumul annuel moyen de précipitations est de 723 mm, avec 10,9 jours de précipitations en janvier et 8,1 jours en juillet. Pour la période 1991-2020, la température moyenne annuelle observée sur la station météorologique la plus proche, située sur la commune de Changis-sur-Marne à 11 km à vol d'oiseau, est de 11,9 °C et le cumul annuel moyen de précipitations est de 710,1 mm,. Pour l'avenir, les paramètres climatiques de la commune estimés pour 2050 selon différents scénarios d'émission de gaz à effet de serre sont consultables sur un site dédié publié par Météo-France en novembre 2022.

## Urbanisme

### Typologie
Au 1er janvier 2024, Étrépilly est catégorisée commune rurale à habitat dispersé, selon la nouvelle grille communale de densité à sept niveaux définie par l'Insee en 2022.
Elle est située hors unité urbaine. Par ailleurs la commune fait partie de l'aire d'attraction de Paris, dont elle est une commune de la couronne,. Cette aire regroupe 1 929 communes,.

### Lieux-dits et écarts
La commune compte 64 lieux-dits administratifs répertoriés consultables ici (source : le fichier Fantoir) dont Brunoy, Maulny.

### Occupation des sols
L'occupation des sols de la commune, telle qu'elle ressort de la base de données européenne d’occupation biophysique des sols Corine Land Cover (CLC), est marquée par l'importance des territoires agricoles (88,8 % en 2018), une proportion sensiblement équivalente à celle de 1990 (89 %). La répartition détaillée en 2018 est la suivante : 
terres arables (88,8 %), forêts (8,1 %), zones urbanisées (3,2 %).
Parallèlement, L'Institut Paris Région, agence d'urbanisme de la région Île-de-France, a mis en place un inventaire numérique de l'occupation du sol de l'Île-de-France, dénommé le MOS (Mode d'occupation du sol), actualisé régulièrement depuis sa première édition en 1982. Réalisé à partir de photos aériennes, le Mos distingue les espaces naturels, agricoles et forestiers mais aussi les espaces urbains (habitat, infrastructures, équipements, activités économiques, etc.) selon une classification pouvant aller jusqu'à 81 postes, différente de celle de Corine Land Cover,,. L'Institut met également à disposition des outils permettant de visualiser par photo aérienne l'évolution de l'occupation des sols de la commune entre 1949 et 2018.

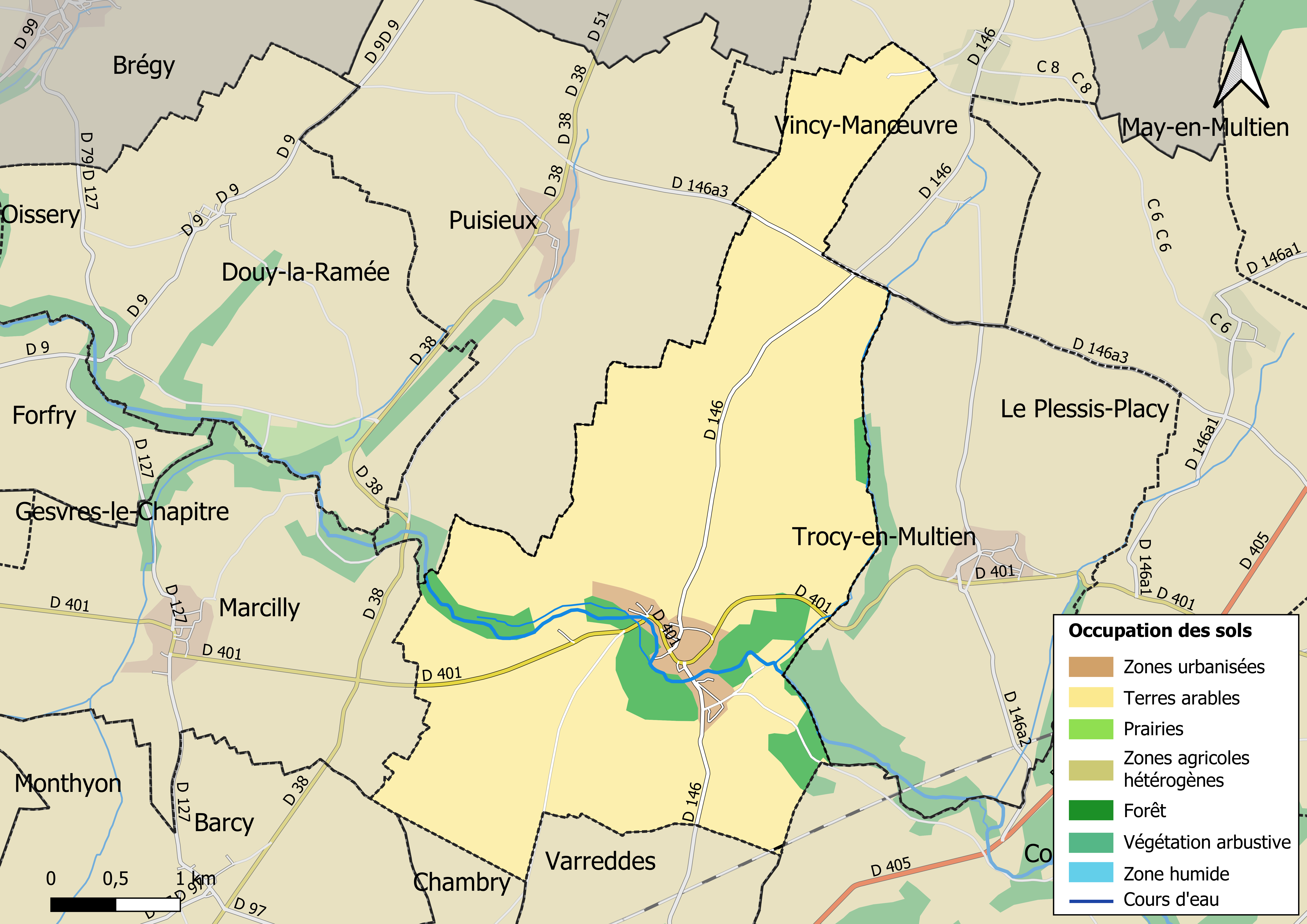
Carte des infrastructures et de l'occupation des sols en 2018 (CLC) de la commune.
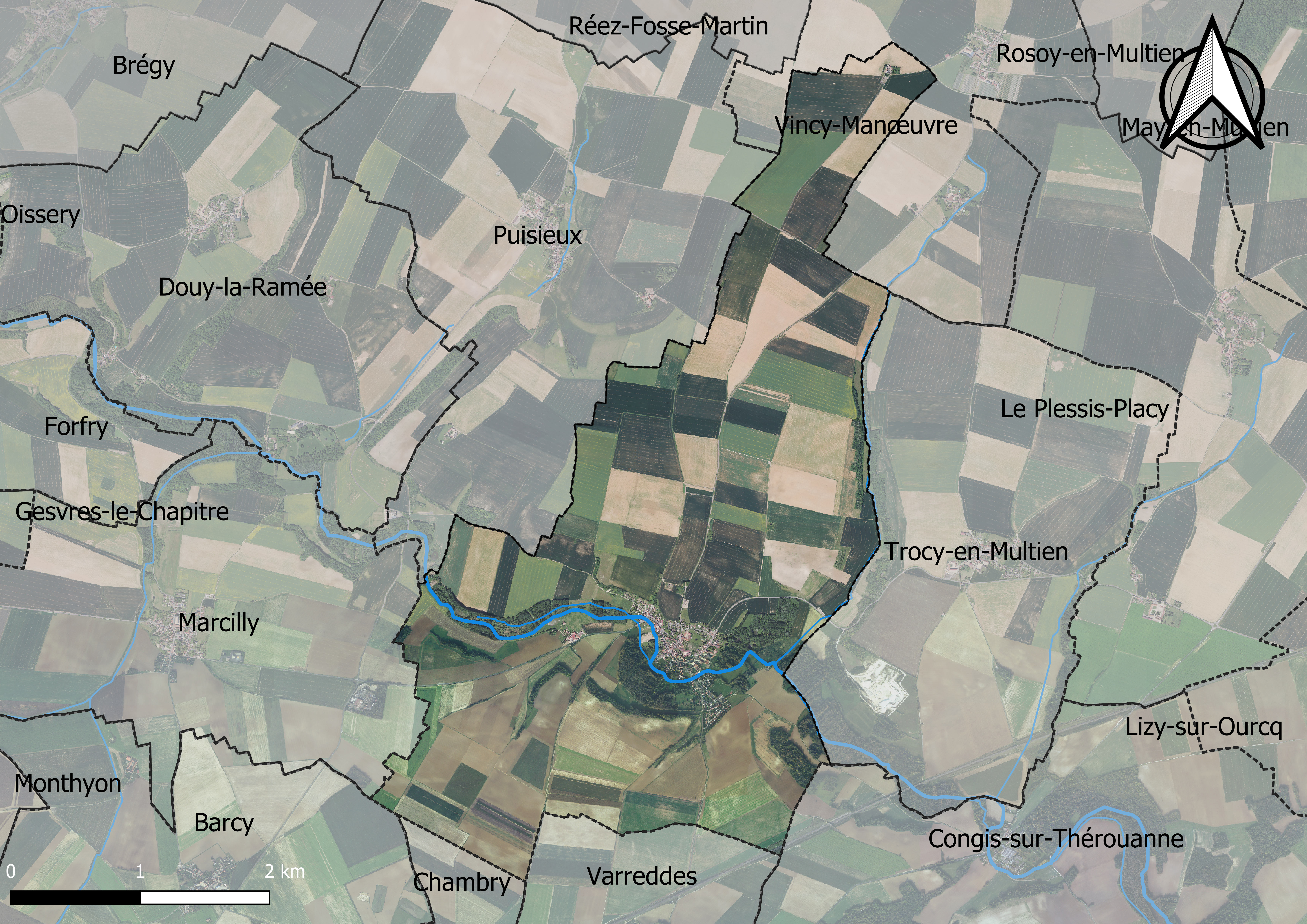
Carte orhophotogrammétrique de la commune.

### Planification
La loi SRU du 13 décembre 2000 a incité les communes à se regrouper au sein d’un établissement public, pour déterminer les partis d’aménagement de l’espace au sein d’un SCoT, un document d’orientation stratégique des politiques publiques à une grande échelle et à un horizon de 20 ans et s'imposant aux documents d'urbanisme locaux, les PLU (Plan local d'urbanisme). La commune est dans le territoire du SCOT Marne Ourcq, approuvé le 6 avril 2017 et porté par le syndicat Mixte Marne-Ourcq regroupant 41 communes du Pays de l'Ourcq et du Pays Fertois.
La commune disposait en 2019 d'un plan local d'urbanisme approuvé. Le zonage réglementaire et le règlement associé peuvent être consultés sur le Géoportail de l'urbanisme.

### Logement
En 2016, le nombre total de logements dans la commune était de 335 dont 92,3 % de maisons et 7,4 % d’appartements.
Parmi ces logements, 92,2 % étaient des résidences principales, 1,2 % des résidences secondaires et 6,6 % des logements vacants.
La part des ménages propriétaires de leur résidence principale s’élevait à 80 % contre 20 % de locataires.

### Voies de communication et transports

#### Transports
La commune est desservie par les lignes S, 10 et 46 du réseau de bus Meaux et Ourcq et 67 du réseau de bus Brie et 2 Morin.

## Toponymie
Sterpiliacum au VIIe du latin stirps (–souche), les défrichements obtenus en enlevant jusqu'aux souches, c'était extirper, Estrepeliacum, Etrepilli-en-Multien, Estrepilly.

## Histoire
Lors de la Première Guerre mondiale, durant la bataille de l'Ourcq, le village fut l'enjeu de combats féroces.

Le 7 septembre 1914 le 350e régiment d'infanterie ne peut enlever Étrépilly où les Allemands sont solidement fortifiés. Le lendemain le 2e bis régiment de zouaves persévère et finit par emporter le village à la baïonnette.

## Politique et administration

### Liste des maires
| Période                                  | Période  | Identité            | Étiquette | Qualité                |
| ---------------------------------------- | -------- | ------------------- | --------- | ---------------------- |
| Les données manquantes sont à compléter. |          |                     |           |                        |
| mars 2008                                | mai 2020 | Josiane Calderoni   |           | Responsable de société |
| mai 2020                                 | En cours | Bernadette Beauvais | DVD       |                        |

## Équipements et services

### Eau et assainissement
L’organisation de la distribution de l’eau potable, de la collecte et du traitement des eaux usées et pluviales relève des communes. La loi NOTRe de 2015 a accru le rôle des EPCI à fiscalité propre en leur transférant cette compétence. Ce transfert devait en principe être effectif au 1er janvier 2020, mais la loi Ferrand-Fesneau du 3 août 2018 a introduit la possibilité d’un report de ce transfert au 1er janvier 2026,.

#### Assainissement des eaux usées
En 2020, la gestion du service d'assainissement collectif de la commune d'Étrépilly est assurée par la communauté de communes du Pays de l'Ourcq (CCPO) pour la collecte, le transport et la dépollution. Ce service est géré en délégation par une entreprise privée, dont le contrat arrive à échéance le 29 février 2024,,.
L’assainissement non collectif (ANC) désigne les installations individuelles de traitement des eaux domestiques qui ne sont pas desservies par un réseau public de collecte des eaux usées et qui doivent en conséquence traiter elles-mêmes leurs eaux usées avant de les rejeter dans le milieu naturel. La communauté de communes du Pays de l'Ourcq (CCPO) assure pour le compte de la commune le service public d'assainissement non collectif (SPANC), qui a pour mission de vérifier la bonne exécution des travaux de réalisation et de réhabilitation, ainsi que le bon fonctionnement et l’entretien des installations,.

#### Eau potable
En 2020, l'alimentation en eau potable est assurée par la communauté de communes du Pays de l'Ourcq (CCPO) qui en a délégué la gestion à une entreprise privée, dont le contrat expire le 31 décembre 2023,.
Les nappes de Beauce et du Champigny sont classées en zone de répartition des eaux (ZRE), signifiant un déséquilibre entre les besoins en eau et la ressource disponible. Le changement climatique est susceptible d’aggraver ce déséquilibre. Ainsi afin de renforcer la garantie d’une distribution d’une eau de qualité en permanence sur le territoire du département, le troisième Plan départemental de l’eau signé, le 3 octobre 2017, contient un plan d’actions afin d’assurer avec priorisation la sécurisation de l’alimentation en eau potable des Seine-et-Marnais. A cette fin a été préparé et publié en décembre 2020 un schéma départemental d’alimentation en eau potable de secours dans lequel huit secteurs prioritaires sont définis. La commune fait partie du secteur CCPO.

## Population et société

### Démographie
Les habitants sont appelés les Sterpiliaciens et les Sterpiliaciennes ou les Étrépillois.
L'évolution du nombre d'habitants est connue à travers les recensements de la population effectués dans la commune depuis 1793. Pour les communes de moins de 10 000 habitants, une enquête de recensement portant sur toute la population est réalisée tous les cinq ans, les populations de référence des années intermédiaires étant quant à elles estimées par interpolation ou extrapolation. Pour la commune, le premier recensement exhaustif entrant dans le cadre du nouveau dispositif a été réalisé en 2005.

En 2022, la commune comptait 813 habitants, en évolution de −7,93 % par rapport à 2016 (Seine-et-Marne : +3,92 %, France hors Mayotte : +2,11 %).
| 1793 | 1800 | 1806 | 1821 | 1831 | 1836 | 1841 | 1846 | 1851 |
| ---- | ---- | ---- | ---- | ---- | ---- | ---- | ---- | ---- |
| 594  | 602  | 691  | 684  | 755  | 710  | 671  | 650  | 664  |

| 1856 | 1861 | 1866 | 1872 | 1876 | 1881 | 1886 | 1891 | 1896 |
| ---- | ---- | ---- | ---- | ---- | ---- | ---- | ---- | ---- |
| 644  | 626  | 623  | 625  | 600  | 585  | 601  | 557  | 537  |

| 1901 | 1906 | 1911 | 1921 | 1926 | 1931 | 1936 | 1946 | 1954 |
| ---- | ---- | ---- | ---- | ---- | ---- | ---- | ---- | ---- |
| 557  | 536  | 530  | 433  | 443  | 455  | 489  | 414  | 426  |

| 1962 | 1968 | 1975 | 1982 | 1990 | 1999 | 2005 | 2006 | 2010 |
| ---- | ---- | ---- | ---- | ---- | ---- | ---- | ---- | ---- |
| 391  | 391  | 481  | 508  | 612  | 812  | 821  | 824  | 850  |

| 2015 | 2020 | 2022 | - | - | - | - | - | - |
| ---- | ---- | ---- | - | - | - | - | - | - |
| 880  | 825  | 813  | - | - | - | - | - | - |

### Sports
Des cours de karaté sont donnés plusieurs soirs dans la semaine à la salle des fêtes. Un petit club de foot joue au stade, ayant des équipes composées de petits et de grands.

### Manifestations culturelles et festivités
Concerts et spectacles.

## Économie

### Revenus de la population et fiscalité
Le nombre de ménages fiscaux en 2016 était de 291 représentant 832 personnes et la médiane du revenu disponible par unité de consommation  de 23 501 €.

### Emploi
En 2017 , le nombre total d’emplois dans la zone était de 94, occupant 467 actifs  résidants.
Le taux d'activité de la population (actifs ayant un emploi) âgée de 15 à 64 ans s'élevait à 77,2 % contre un taux de chômage de 6,6 %. 
Les 16,2 % d’inactifs se répartissent de la façon suivante : 5,3 % d’étudiants et stagiaires non rémunérés, 7 % de retraités ou préretraités et 3,9 % pour les autres inactifs.

### Secteurs d'activité

#### Entreprises et commerces
En 2018, le nombre d'établissements actifs était de 45 dont 2 dans l’industrie manufacturière, industries extractives et autres, 10 dans la construction, 17 dans le commerce de gros et de détail, transports, hébergement et restauration, 2 dans les activités immobilières, 8 dans les activités spécialisées, scientifiques et techniques et activités de services administratifs et de soutien, 3 dans l’administration publique, enseignement, santé humaine et action sociale et 3  étaient relatifs aux autres activités de services.
En 2019, 14 entreprises ont été créées sur le territoire de la commune, dont 13 individuelles.
Au 1er janvier 2021, la commune ne disposait pas d’hôtel et de terrain de camping.

#### Agriculture
Étrépilly est dans la petite région agricole dénommée la « Goële et Multien », regroupant deux petites régions naturelles, respectivement la Goële et le pays de Meaux (Multien). En 2010, l'orientation technico-économique de l'agriculture sur la commune est la culture de céréales et d'oléoprotéagineux (COP).
Si la productivité agricole de la Seine-et-Marne se situe dans le peloton de tête des départements français, le département enregistre un double phénomène de disparition des terres cultivables (près de 2 000 ha par an dans les années 1980, moins dans les années 2000) et de réduction d'environ 30 % du nombre d'agriculteurs dans les années 2010. Cette tendance se retrouve au niveau de la commune où le nombre d’exploitations est passé de 11 en 1988 à 8 en 2010. Parallèlement, la taille de ces exploitations augmente, passant de 110 ha en 1988 à 147 ha en 2010.
Le tableau ci-dessous présente les principales caractéristiques des exploitations agricoles d'Étrépilly, observées sur une période de 22 ans : 
|                                      | 1988  | 2000  | 2010  |
| ------------------------------------ | ----- | ----- | ----- |
| Dimension économique,                |       |       |       |
| Nombre d’exploitations (u)           | 11    | 9     | 8     |
| Travail (UTA)                        | 20    | 16    | 13    |
| Surface agricole utilisée (ha)       | 1 207 | 1 182 | 1 172 |
| Cultures                             |       |       |       |
| Terres labourables (ha)              | 1 194 | 1 168 | 1 162 |
| Céréales (ha)                        | 711   | 678   | 673   |
| dont blé tendre (ha)                 | 485   | 621   | 513   |
| dont maïs-grain et maïs-semence (ha) | 107   | 17    | s     |
| Tournesol (ha)                       | s     |       |       |
| Colza et navette (ha)                | 57    | s     | 126   |
| Élevage                              |       |       |       |
| Cheptel (UGBTA)                      | 94    | 118   | 66    |

## Culture locale et patrimoine

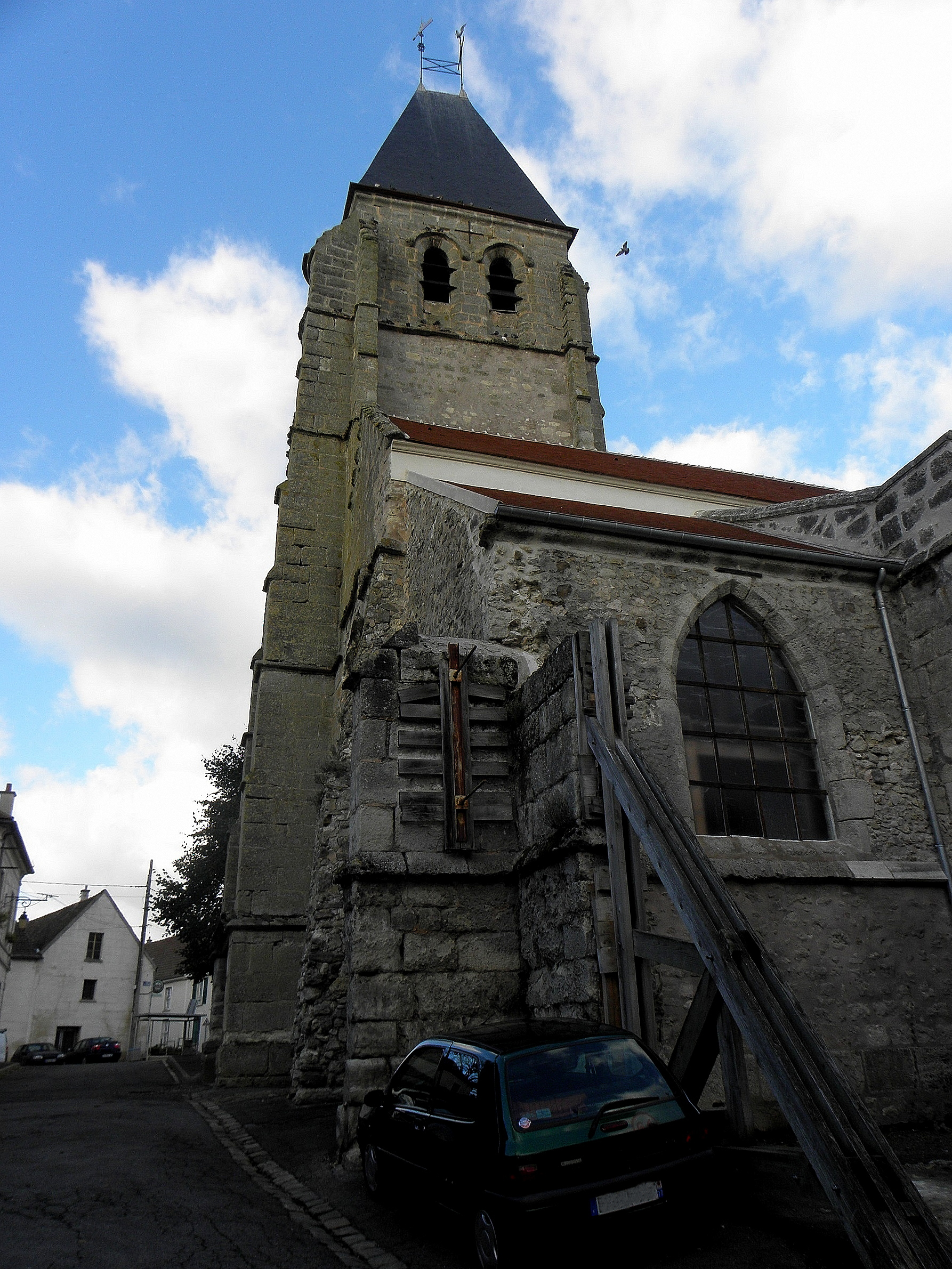
L'église paroissiale Saint-Jean-Baptiste.

### Monuments
- Le château de Lonvilliers.

#### Édifice religieux
- Église Saint-Jean-Baptiste, inscrite à l'inventaire supplémentaire des Monuments Historiques[49].

### Lieu de mémoire de la Grande Guerre
- Nécropole nationale : elle rassemble les corps de 534  soldats français (dont 133 en tombes individuelles et 534 en ossuaires), morts lors de la lutte pour Étrépilly en 1914. Durant la bataille de l'Ourcq, le 7 septembre 1914, le 2e régiment de zouaves se trouvait devant Étrépilly. Ils furent arrêtés devant le cimetière où s'étaient retranchés les Allemands. Lors de l'assaut, la moitié de l'effectif succomba avec son chef de corps, le lieutenant-colonel Dubujadoux.

- Monument commémoratif érigé en 1915, situé devant le cimetière. Au fronton du monument, on peut lire ces lignes de Victor Hugo : « gloire à notre France éternelle, gloire à ceux qui sont morts pour elle ».

### Personnalités liées à la commune
- Christian de Bartillat (1930-2012), écrivain et éditeur français, y fonda les Presses du Village.